# Rinchen Khandro Choegyal
Rinchen Khandro Choegyal née en 1947 dans le Kham au Tibet oriental, est une femme politique tibétaine, qui fut ministre de l'Intérieur et de l’éducation du gouvernement tibétain en exil. 

## Biographie
Rinchen Khandro est née en 1947 dans une famille de marchands du Kham. Elle se rend avec sa famille à Lhassa où elle fréquenta une école. En 1958, elle se rend à Kalimpong en Inde avec sa famille pour y rejoindre un pensionnat. À la suite du soulèvement tibétain de 1959, la famille décide de rester en Inde. En 1967, elle rejoint le Loreto Convent, Darjeeling (en) où elle obtient une licence (BA). Elle y rencontra Ngari Rinpoché, un des frères cadets de Tenzin Gyatso 14e dalaï-lama. 
Rinchen Khandro et Ngari Rinpoché travaillèrent au Congrès de la jeunesse tibétaine lors de la formation de cette association. En 1972, ils se marièrent, et devinrent enseignants au Tibetan Children's Villages. Puis, Rinchen Khandro, avec ses deux nouveau-nés, un fils et une fille, suit son mari qui rejoint la Special Frontier Force, créé par le gouvernement indien afin que les Tibétains en exil assurent la surveillance de la frontière chinoise. 
En 1974, ils rejoignent le Kashmir Cottage à la demande de la mère du dalaï-lama. Après son décès en 1982, ils le transforment en maison hôtelière. 
Entre 1993 et 1996, elle est ministre de l'Intérieur et de l’éducation du gouvernement tibétain en exil, assurant cette dernière fonction de 1996 à 2001.
Rinchen Khandro est la fondatrice de l’Association des femmes tibétaines en exil, elle en fut la première présidente. Elle est l’administratrice du couvent de Dolma Ling, situé à proximité de l’Institut Norbulingka près de Dharamsala. Elle coordonne aussi le Projet des nonnes tibétaines.
Elle apparait dans les films Women of Tibet: Gyalyum Chemo – The Great Mother et Women of Tibet: The Buddha's Wife.